# Podstępne druhny
Podstępne druhny (ang. Revenge of the Bridesmaids) – amerykańska komedia romantyczna z 2010 roku.

## Treść
Dwie mieszkające w Nowym Jorku przyjaciółki, Abigail i Parker wybierają się do rodzinnego miasteczka w Luizjanie na rocznicę ślubu rodziców jednej z nich. Na miejscu kobiety dowiadują się, że ich dobra znajoma Rachel rozstała się z Tonym, miłością swojego życia. Mężczyzna żeni się z próżną i pewną siebie Caitlyn, która podstępem zmusiła go do małżeństwa. Na domiar złego Rachel, mimo że Caitlyn odbiła jej ukochanego, zgodziła się zostać druhną rywalki. Przyjaciółki postanawiają nie dopuścić do ślubu. Zostają druhnami panny młodej by skuteczniej sabotować uroczystość.

## Główne role
- Raven-Symoné: Abigail Scanlon
- Joanna García: Parker Wald
- Beth Broderick: Olivia McNabb
- Virginia Williams: Caitlyn McNabb
- Chryssie Whitehead: Rachel Phipps
- Lyle Brocato: Anthony "Tony" Penning
- David Clayton Rogers: Henry Kent
- Audrey Scott: Caitlyn jako dziecko